# Megan Taylor
Pour les articles homonymes, voir Taylor.
Pour la diplomate papou-néo-guinéenne du même nom, voir Meg Taylor.
Megan Taylor (né le 25 octobre 1920 à Rochdale - morte le 23 juillet 1993 en Jamaïque), est une patineuse artistique britannique. Elle a été championne du monde en 1938 et 1939.

## Biographie

### Carrière sportive
Megan Taylor est issue d'une famille sportive. Son père, Phil Taylor, était patineur de vitesse. Avec sa compatriote Cecilia Colledge, elle participe aux Jeux olympiques d'hiver de 1932 à Lake Placid. Elles avaient à peu près le même âge à l'ouverture des jeux le 4 février 1932 (11 ans et 68 jours pour Cecilia Colledge et 11 ans et 102 jours pour Megan Taylor) et sont toujours à ce jour les plus jeunes sportives ayant participé aux Jeux olympiques. Megan se classe à la 7e place olympique.
Au cours de sa carrière sportive, Megan Taylor obtient trois titres nationaux en 1932, 1933 et 1934, et après deux années sans concourir, elle doit se contenter de la seconde place sur le podium derrière la redoutable Cecilia Colledge qui est sa grande rivale.
Au niveau européen, elle obtient quatre médailles sur ses cinq participations. Elle devient trois fois consécutivement vice-championne d'Europe en 1937 à Prague, en 1938 à Saint-Moritz et en 1939 à Londres, à chaque fois dominée par Cecilia Colledge.
Au niveau mondial elle obtient cinq médailles sur ses sept participations. Comme aux championnats d'Europe, elle conquiert trois médailles d'argent. D'abord en 1934 à Oslo et 1936 à Paris où elle se place juste derrière la norvégienne Sonja Henie et ensuite en 1937 à Londres où elle est une nouvelle fois devancée par Cecilia Colledge. Mais en 1938 à Stockholm et en 1939 à Prague, elle est au sommet de sa carrière sportive en remportant le titre suprême mondial à deux reprises. En 1938, elle se paye même le luxe de battre Cecilia Colledge qui doit se contenter de l'argent, alors que celle-ci est absente des mondiaux l'année suivante.

### Reconversion
La Seconde Guerre mondiale va arrêter les compétitions internationales de patinage artistique pendant six années de 1940 à 1947. Megan Taylor prend alors sa retraite des compétitions amateurs et fait une tournée sur glace avec le spectacle Ice Capades créé en février 1940 à Hershey en Pennsylvanie.
Après ses différents mariages, Megan Taylor portera les noms de ses époux: Megan Mandeville puis Megan Ellis.

## Palmarès
| Compétition                     | 1932 | 1933 | 1934 | 1935 | 1936 | 1937 | 1938 | 1939 |
| Jeux olympiques d'hiver         | 7e   |      |      |      |      |      |      |      |
| Championnats du monde           | 7e   | 4e   | 2e   |      | 2e   | 2e   | 1re  | 1re  |
| Championnats d’Europe           |      |      | 4e   |      | 3e   | 2e   | 2e   | 2e   |
| Championnats de Grande-Bretagne | 1re  | 1re  | 1re  | F    | F    | 2e   | 2e   | 2e   |
| Légende : F = Forfait           |      |      |      |      |      |      |      |      |